# Schizachyrium malacostachyum
Schizachyrium malacostachyum là một loài thực vật có hoa trong họ Hòa thảo. Loài này được (J.Presl) Nash miêu tả khoa học đầu tiên năm 1912.